# Bailliage de Flumenthal
XVe siècle – 1798
Entités suivantes :
- District de Lebern

Le bailliage de Flumenthal est un bailliage du canton de Soleure. Il est créé par la réunion de la seigneurie de Balm, appelée plus tard juridiction de Flumenthal, et de la juridiction de Langendorf. Le nom de bailliage de Flumenthal est utilisé depuis 1487.

## Histoire
La haute justice sur la juridiction de Flumenthal, également appelée seigneurie de Balm est achetée par la ville de Soleure en 1344. La basse justice est achetée en 1411. La juridiction est composée des actuelles communes de Flumenthal, Hubersdorf, Kammersrohr, Günsberg et Balm bei Günsberg.
La juridiction de Langendorf (ou d'Oberdorf dès 1513), qui comprend les actuelles communes de Langendorf, Oberdorf et Bellach appartient au chapitre de Saint-Ours. La ville de Soleure obtient la haute justice en 1344 et la basse justice en 1501.
En 1414, les droits de haute justice de Soleure entre Granges et la Siggern sont confirmés par l'empereur.
En 1720, une partie du ressort judiciaire de la ville est transféré au bailliage de Flumenthal. Ce territoire est composé des actuelles communes de Rüttenen (qui rejoint la juridiction d'Oberdorf), de Feldbrunnen-Sankt Niklaus et Riedholz (qui rejoignent la juridiction de Flumenthal),.
Le bailliage de Flumenthal est un bailliage intérieur, c'est-à-dire dont le bailli réside à Soleure et non dans le bailliage. Le bailli est choisi parmi les membres du Petit Conseil et est nommé pour deux ans.

## Baillis
- 1504-1505 : Ulrich Sury[6] ;
- 1531-1533 : Heinrich Schenker[7] ;
- 1577 : Urs Plfuger[8] ;
- 1635-1637 : Christoph Byss[9] ;
- 1686-1688 : Urs Buch[10] ;
- 1700 : Johann Jost Roggenstil[11] ;
- 1767-1769 : Leonz Gereron Byss[12] ;